# ヤグルシとアイムール
ヤグルシ（ウガリット語: ygrš, Yagrush; ヤグルシュの表記もみられる）とアイムール（ウガリット語: aymr, Aymur）は、ウガリット神話に登場する2本の棍棒である。技術工芸の神コシャル・ハシスがバアル神に与えたもの。
ウガリット神話は、1928年にシリアのラス・シャムラで大量の粘土板文書が出土したことにより、その詳細が知られるようになった。ヤグルシとアイムールは、その中でも「バアルの神話」「バアルとヤム」等と呼ばれる神話の中に登場する。
この神話の中で、神バアルは神ヤムと争っている。劣勢のバアルに、技術工芸の神コシャル・ハシスは魔術的な2本の棍棒、ヤグルシとアイムールを与える。コシャル・ハシスはまず1本目を取り出し、ヤグルシ（追放、駆逐する者）という名を与え、呪文を籠めた。ヤグルシは呪文の通り、バアルの手から鷲のように飛び立ち、ヤムの肩を打った。しかしヤムは倒れなかった。コシャル・ハシスは同様に2本目、アイムール（撃退、追放する者）を与えた。アイムールはヤムの眉間を打ち据え、ヤムを地に倒すことができた。その後、バアルはヤムに止めを刺し、勝利を収めた。

## 表記・意味
各文献では、以下のように表記・音訳または訳出されている。
| 出典                         | ヤグルシ                         | アイムール                         |
| ---------------------------- | -------------------------------- | ---------------------------------- |
| フック & 吉田訳 (1967)       | 「ヤグルシ」（チェイサーによる） | 「アイムール」（ドライバーによる） |
| Hooke (1963)                 | 'Yagrush' (Chaser)               | 'Aymur' (Driver)                   |
| 谷川 (1998)                  | 「ヤグルシュ」 〝追放〟 ygrš     | 「アィヤムル」 〝撃退〟 aymr       |
| Gordon (1948)                | ygrš ‘Expeller’                  | aymr ‘Driver’                      |
| 柴山 (1978)                  | 〝駆逐する者〟                   | 〝追放する者〟                     |
| ガスター & 矢島訳 (2017)     | 〈駆逐者〉                       | 〈反撥者〉                         |
| Gaster (1959)                | Driver                           | Repeller                           |
| ゴールドン & 柴山訳 (1976)   | 「駆逐者」                       | 「追放する者」                     |
| グレイ & 森訳 (1993)         | 「追う者」                       | 「追放する者」                     |
| ボンヌフォワ & 山下訳 (2001) | 「追い払え」                     | 「放逐せよ」                       |
| Mendelsohn (1955)            | Yagrush (‘Chaser’?)              | Ayamur (‘Driver’?)                 |
| Gibson (2004)                | Yagrush                          | Ayyamur                            |
| Smith (1994)                 | Yagarrish                        | Ayyamarri                          |